# Sciades mindoroensis
Sciades mindoroensis är en skalbaggsart som först beskrevs av Stefan von Breuning 1956.  Sciades mindoroensis ingår i släktet Sciades och familjen långhorningar.
Artens utbredningsområde är Filippinerna. Inga underarter finns listade i Catalogue of Life.